# HD 139664
'HD 139664 är en ensam stjärna belägen i den mellersta delen av stjärnbilden Vargen 
som också har Bayer-beteckningen g Lupi. Den har en skenbar magnitud av ca 4,64 och är svagt synlig för blotta ögat där ljusföroreningar ej förekommer. Baserat på parallaxmätning inom Hipparcosuppdraget på ca 57,1 mas, beräknas den befinna sig på ett avstånd på ca 57 ljusår (ca 18 parsek) från solen. Den rör sig närmare solen med en heliocentrisk radialhastighet på ca -7 km/s och ingår i föreningen Hercules-Lyra av stjärnor med gemensam egenrörelse. Stjärnans beräknade ålder anges osäkert till omkring en miljard år, men åldern av Hercules-Lyra som den hör hemma i är 257 ± 46 miljon år.

## Egenskaper
HD 139664 är en gul till vit stjärna i huvudserien av spektralklass F3/5 V. Den har en massa som är ca 1,4 solmassor, en radie som är ca 1,3 solradier och har ca 3,3 gånger solens utstrålning av energi från dess fotosfär vid en effektiv temperatur av ca 6 700 K.

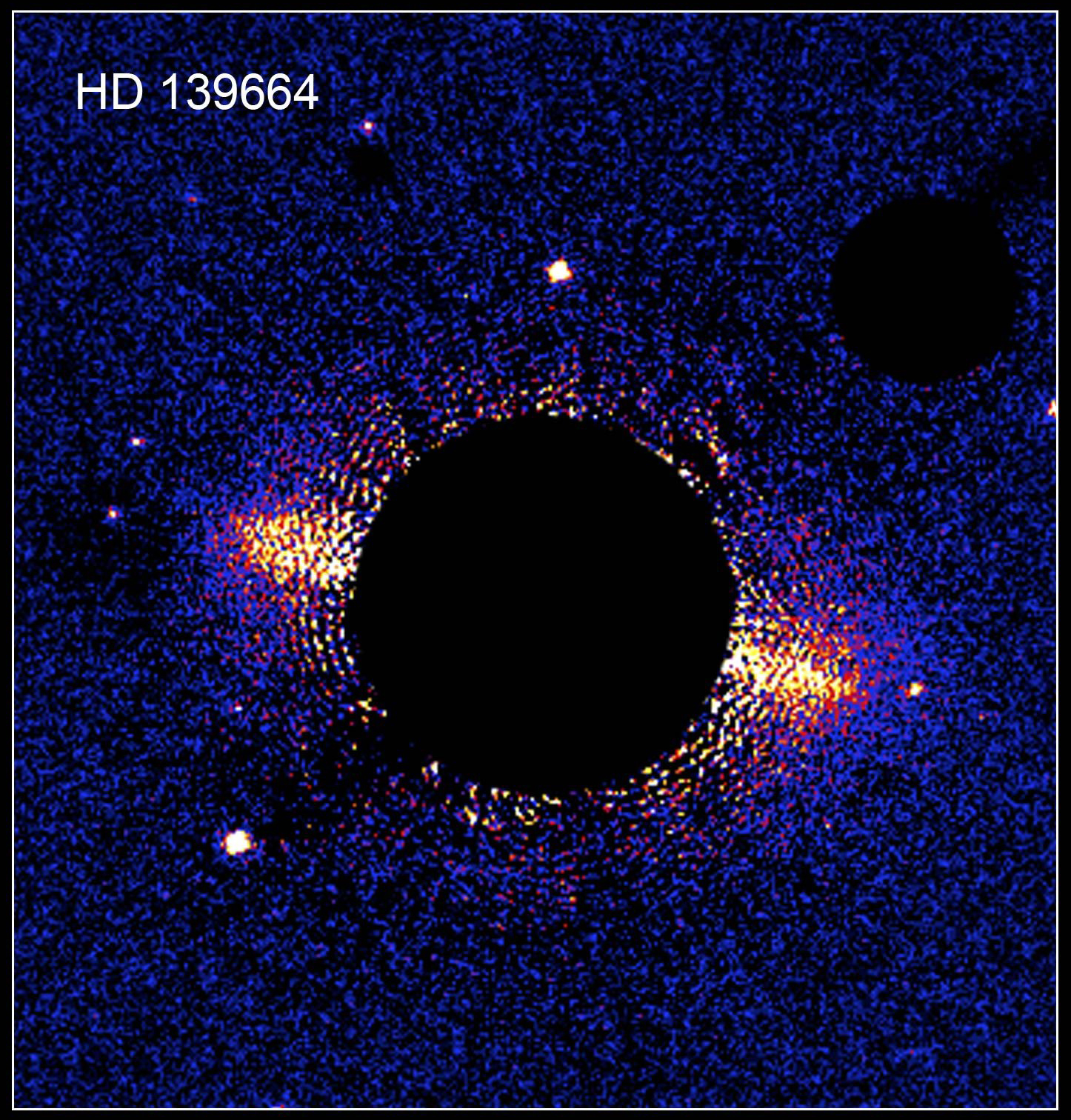
Bild av fragmentskivan runt HD 139664. Foto:NASA-ESA.

HD 139664 har en fragmentskiva som är ≥55 AE tjock, och har ett maximum vid 83 AE och en skarp yttre gräns vid 109 AE från stjärnan. Dessa förhållanden kan orsakas av gravitationella störningar från planeter som kretsar runt stjärnan.